# Општина Еремиту (Муреш)
Еремиту (рум. Eremitu) општина је у Румунији у округу Муреш.
Oпштина се налази на надморској висини од 517 m.